# Forbes India
Forbes India es la edición india de Forbes administrada por el conglomerado de medios Network 18, propiedad de Reliance Industries.

## Historia y perfil
Fue anunciado en 2008 y fue la primera edición local fuera del territorio estadounidense en publicarse. La edición también realiza listas nacionales de empresarios y celebridades como 30 Under 30 desde 2014. Desde su fundación Forbes India ha alcanzado un tiraje de 50.000 copias, con una utilidad de más de 50 millones de Rupias. La revista se publica quincenalmente.
En mayo de 2013 Network 18 propiedad de First Post se fusionó con Forbes India. Poco después los cuatro directores editoriales responsables del crecimiento de Forbes India, incluyendo a su editor en jefe Indrajit Gupta, fueron despedidos bajo unas condiciones sorprendentemente humillantes.
En 2017 se reemplazó el editor por Brian Carvalho, conocido por colaborar en ET Magazine.